# Рамення (Торжоцький район)
Рамення (рос. Раменье) — присілок в Торжоцькому районі Тверської області Російської Федерації.
Населення становить 6 осіб. Входить до складу муніципального утворення Тверецьке сільське поселення.

## Історія
Від 2005 року входить до складу муніципального утворення Тверецьке сільське поселення.

## Населення
| 1859 | 1884 | 2002 | 2010 |
| ---- | ---- | ---- | ---- |
| 283  | ↘265 | ↘9   | ↘6   |